# Królestwo Walencji
Królestwo Walencji (wal. Regne de València,  katal. Regne València, hiszp. Reino de Valencia, łac. Regnum Valentiae) – położone we wschodniej części Półwyspu Pirenejskiego, było jedną z części Korony Aragonii. Kiedy Królestwo Aragonii połączyło się przez unię dynastyczną z Królestwem Kastylii w 1469 r., by stworzyć Królestwo Hiszpanii, Królestwo Walencji stało się częścią  monarchii hiszpańskiej.

## Historia

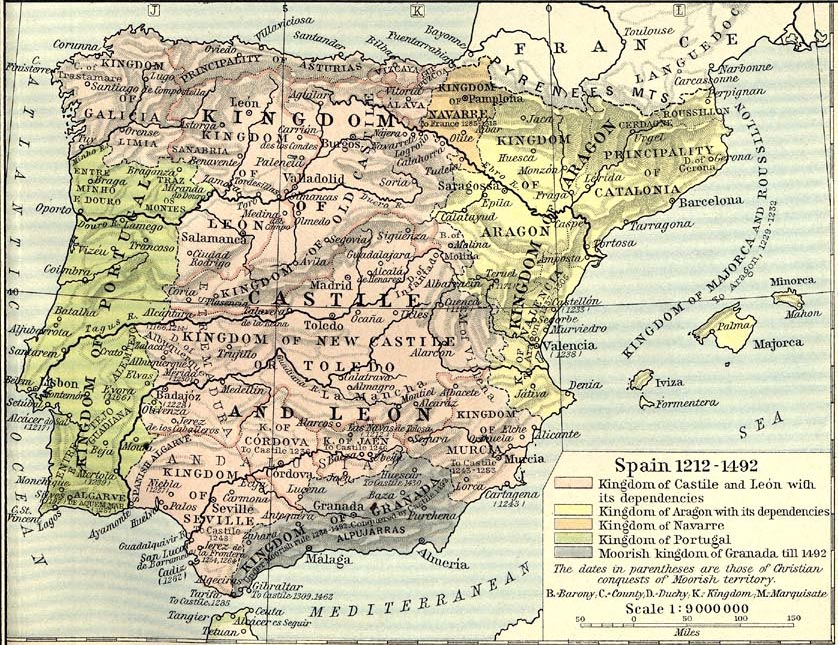
Hiszpania w latach 1212-1492

Kolonia rzymska Valentia Edetanorum, której nazwa pochodzi od łac. valens "silny", na znak zwycięstwa nad Luzytanami; została założona w 138 roku p.n.e. i zamieszkana przez rzymskich żołnierzy. Od 712 do 1238 roku Walencja znajdowała się pod panowaniem arabskim. 

### Podbój
Rekonkwistę Walencji rozpoczął w 1233 roku król Aragonii Jakub I, zwany Zdobywcą. W tym roku zdobył miasta Morella, Borriana i Peníscola, tym samym zbliżając się do samej Walencji.
4 lata później, w 1237, pokonał wojska arabskie pod w bitwie pod Puig. W kwietniu 1238 rozpoczęło się oblężenie Walencji. 28 wrześnie muzułmański król miasta Zayyan ibn Mardanisz poddał miasto. Około 50 tys. mieszkańcom miasta zagwarantowano możliwość bezpiecznego jego opuszczenia. 9 października 1238 roku wojska Jakuba I wkroczyły do Walencji.

### Królestwo Walencji
Podbój reszty terytorium zajął kolejne 7 lat. Ostateczne granice Królestwa zostały ustalone traktatem z Almirry, podpisanym pomiędzy Jakubem I a królem Kastylii Ferdynandem III.
W 1469 r., na mocy unii personalnej pomiędzy Aragonią i Kastylią, stało się częścią nowo powstałego Królestwa Hiszpanii.
Królestwo funkcjonowało na podstawie prawa i zasad określonych  w zbiorze przepisów (wal.) Furs de València, który przyznawał szeroką autonomię w Królestwie Aragonii i Królestwie Hiszpanii. Granice i tożsamość obecnej hiszpańskiej wspólnoty autonomicznej Walencji w większości pokrywają się z granicami Królestwa (obecne granice wyznaczają nieco większe terytorium, m.in. na północy).

### Likwidacja
Królestwo Walencji zostało rozwiązane przez Filipa V z Hiszpanii w 1707 r., w następstwie hiszpańskiej wojny sukcesyjnej. Był to element większej serii ustaw reformujących administrację Hiszpanii, zwanej dekretami de Nueva Planta.